# Eleição estadual de Hamburgo em 2025
A próxima eleição estadual da cidade-estado de Hamburgo em 2025 será realizada em 2 de março. Temas como violência urbana, a crise habitacional e integração de refugiados, devem ser um dos principais temas que devem pautar o pleito.
O partido SPD, que encabeça o governo atual, aparece com 30% das intenções de voto, enquanto o seu parceiro, os Verdes, caiu da segunda posição para a terceira, empatando com os conservadores da CDU com 21% cada.

## Temas
A cidade de Hamburgo enfrenta uma série de desafios sociais e políticos que se intensificam à medida que se aproxima a eleição estadual marcada para março de 2025. Entre os problemas mais prementes estão a violência urbana, a gentrificação e a crise de habitação, que afetam diretamente a qualidade de vida dos cidadãos.

### Violência e Segurança Pública
Recentemente, bairros como Sternschanze e St. Pauli foram declarados "zonas de perigo" pela polícia após uma série de confrontos violentos. Essas áreas, conhecidas por sua vida cultural vibrante, tornaram-se palco de tumultos relacionados a manifestações sobre a preservação do centro cultural Rote Flora. A resposta policial incluiu a detenção de cidadãos sem necessidade de justificativa, o que gerou críticas sobre a limitação dos direitos civis e o aumento da tensão entre a população e as autoridades.

### Gentrificação e Crise Habitacional
A gentrificação é outro tema crítico em Hamburgo. O bairro de St. Pauli, que historicamente abrigou uma comunidade diversificada, enfrenta um aumento significativo nos preços dos aluguéis, tornando-se inacessível para muitos residentes originais. Essa transformação é acompanhada por uma crescente insatisfação popular, especialmente entre os que se sentem deslocados por novas dinâmicas sociais e econômicas. Houve um aumento médio de 6,7% nos aluguéis durante o primeiro semestre de 2024
A cidade enfrenta uma demanda habitacional intensa, com projeções indicando que a população da cidade pode chegar a 1,9 milhão de habitantes até meados da década de 2030. Para atender a essa demanda, a cidade estabeleceu uma meta de aprovar e construir 10.000 apartamentos por ano, dos quais 3.000 devem ser unidades de aluguel subsidiadas pelo Estado para famílias de baixa e média renda.
Além disso, o crescimento populacional exerce pressão sobre a infraestrutura urbana, exigindo expansão em áreas como transporte, instalações culturais e sociais, fornecimento de energia e gestão de águas pluviais. A cidade prioriza o desenvolvimento urbano interno sobre a expansão para zonas externas, buscando um uso mais eficiente do solo e a preferência por áreas de reconversão.

### Integração e Refugiados
Com um número crescente de refugiados na cidade, as políticas de integração e acolhimento serão um ponto importante nas campanhas eleitorais.